# Aristide Colonna
Aristide Colonna (Fiumefreddo Bruzio, 20 marzo 1909 – Roma, 31 ottobre 1999) è stato un filologo classico e grecista italiano, professore all'Università di Perugia.

## Biografia
Nato in contrada Torre del Greco di Fiumefreddo Bruzio, da Annamaria ed Enrico Colonna, dopo gli studi liceali a Cosenza si immatricolò all'Università di Roma "La Sapienza", dove ebbe come maestri Silvio Giuseppe Mercati per la filologia bizantina e Nicola Festa per la letteratura greca. Si laureò nel 1930 con una tesi sulle Etiopiche di Eliodoro di Emesa, che gli fu suggerita da Mercati.
Insegnante nei licei, dal 1947 al 1951 fu comandato come aiuto bibliotecario presso l'Accademia dei Lincei. Nel 1951 divenne professore di letteratura greca all'Università di Messina, passando nel 1954 all'Università di Perugia. Qui rimase fino alla collocazione fuori ruolo (1979) e al pensionamento (1984).
Morì novantenne nel 1999, a Roma. Aveva due figli, Annamaria ed Enrico.

## Ricerca
Colonna dedicò le sue ricerche principalmente ai prosatori greci: Eliodoro e Imerio, di cui procurò le edizioni critiche tuttora autoritative, Erodoto e Origene, di cui, come anche di Eliodoro ed Esiodo, curò le traduzioni per la UTET. Tra i poeti, pubblicò in edizione critica il poema Le opere e i giorni di Esiodo e le tragedie di Sofocle.

## Opere

### Tesi di laurea
- A. Colonna, Aeliodori Aethiopica ad codices manuscriptos nunc primum excussos, relatore prof. Nicola Festa, Università di Roma "La Sapienza", Facoltà di Lettere e Filosofia, 26 giugno 1930.

### Monografie
- Heliodorus, Aethiopica, recensuit A. Colonna, Romae, Typis Officinae Polygraphicae, 1938, LCCN 41005404, OCLC 3348190.
- Himerius, Declamationes et orationes, recensuit A. Colonna, Romae, Typis Officinae Polygraphicae, 1951, OCLC 316937323.
- Hesiodus, Opera et Dies, collana Testi e documenti per lo studio dell'antichità, 1, recensuit A. Colonna, Milano, Istituto Editoriale Cisalpino, 1959.
- Origene, Contra Celsum, a cura di A. Colonna, collana Classici delle religioni, Torino, UTET, 1971, LCCN 72351419, OCLC 2914772.
- Sophocles, Fabulae, collana Corpus scriptorum Graecorum Paravianum, recensuit A. Colonna, Vol. I, Torino, G. B. Paravia, 1975, LCCN 77478916.
- Esiodo, Opere, a cura di A. Colonna, collana Classici greci, Torino, UTET, 1977, OCLC 469301656.
- Sophocles, Fabulae, collana Corpus scriptorum Graecorum Paravianum, recensuit A. Colonna, Vol. II, Torino, G. B. Paravia, 1978, LCCN 77478916.
- Sophocles, Fabulae, collana Corpus scriptorum Graecorum Paravianum, recensuit A. Colonna, Vol. III, Torino, G. B. Paravia, 1981, LCCN 77478916.
- Eliodoro, Etiopiche, a cura di A. Colonna, collana Classici greci, traduzione di F. Bevilacqua, Torino, UTET, 1987, OCLC 917461325.
- Erodoto, Storie, a cura di A. Colonna, collana Classici greci, traduzione di F. Bevilacqua, 2 voll., Torino, UTET, 1996, OCLC 469293605.

### Articoli
- A. Colonna, Ad papyrum mag. Paris. (IV, 3043 sqq. Preisend.), in Aegyptus, vol. 20, n. 1-2, 1940,  pp. 48-50.
- A. Colonna, Due papiri di Achille Tazio, in BPEC, vol. 1, 1940,  pp. 61-83.
- A. Colonna, Su alcuni frammenti di lirici greci. 1. Archiloco: fr. 1 e 6a, 6b Diehl. – 2. Alceo: Pap. Oxyrh. 2165, col. I, 1-32, in SIFC (N. S.), vol. 21, 1946,  pp. 23-40.
- A. Colonna, Un antico commento ai Theriaca di Nicandro, in Aegyptus, vol. 34, n. 1, 1954,  pp. 3-26.
- A. Colonna, Himeriana, in BPEC (N. S.), vol. 9, 1961,  pp. 33-39.